# Список видань книжкової серії «Everyman's Library» (оновленої)
Цей список включає видання книжкової серії «Everyman's Library», випуск якої був розпочатий 1991 року та яка була задумана як оновлення однойменної класичної серії, що видавалась у Великій Британії впродовж 1906—1982.
На британському вебсайті серії всі видання категоризуються під єдиним заголовком «Everyman Classics». Американський вебсайт серії розподіляє видання на дві підсерії «Everyman's Library Contemporary Classics» (включає класичні твори сучасності) та «Everyman's Library Classics» (до неї входять усі інші видання). Нумерація видань серії при цьому залишається наскрізною.

## Список видань

### Випущені
| Том | Країна            | Автор                          | Твори | Рік  |
| --- | ----------------- | ------------------------------ | --- | ---- |
| 1   | Велика Британія   | Джейн Остін                    | Гордість і упередження                                                                                               | 1991 |
| 2   | Велика Британія   | Емілі Бронте                   | Буремний перевал | 1991 |
| 3   | Іспанія           | Мігель де Сервантес            | Дон Кіхот | 1991 |
| 4   | Велика Британія   | Джозеф Конрад                  | Тайфун. Інші повісті                                                                                                 | 1991 |
| 5   | Велика Британія   | Джон Донн                      | Вірші | 1991 |
| 6   | Велика Британія   | Джордж Еліот                   | Міддлмарч | 1991 |
| 7   | Велика Британія   | Лоренс Стерн                   | Трістрам Шенді | 1991 |
| 8   | Велика Британія   | Чарлз Дікенс                   | Холодний дім | 1991 |
| 9   | Ірландія          | Джеймс Джойс                   | Портрет митця замолоду                                                                                               | 1991 |
| 10  | Велика Британія   | Шарлотта Бронте                | Джейн Ейр | 1991 |
| 11  | Велика Британія   | Адам Сміт                      | Дослідження про природу і причини багатства народів                                                                  | 1991 |
| 12  | Велика Британія   | Вільям Текерей                 | Ярмарок суєти | 1991 |
| 13  | Росія             | Лев Толстой                    | Дитинство. Отроцтво. Юність                                                                                          | 1991 |
| 14  | Велика Британія   | Ентоні Троллоп                 | Наглядач | 1991 |
| 15  | Франція           | Оноре де Бальзак               | Кузина Бетта | 1991 |
| 16  | Велика Британія   | Данієль Дефо                   | Робінзон Крузо | 1991 |
| 17  | Росія             | Іван Тургенєв                  | Батьки і діти | 1991 |
| 18  | Велика Британія   | Вілкі Коллінз                  | Жінка в білому | 1991 |
| 19  | США               | Френсіс Скотт Фіцджеральд      | Великий Гетсбі | 1991 |
| 20  | Велика Британія   | Форд Медокс Форд               | Хороший солдат | 1991 |
| 21  | Велика Британія   | Томас Гарді                    | Подалі від шаленої юрми                                                                                              | 1991 |
| 22  | Велика Британія   | Девід Герберт Лоуренс          | Сини і коханці | 1991 |
| 23  | Італія            | Джузеппе Томазі ді Лампедуза   | Гепард | 1991 |
| 24  | Франція           | Еміль Золя                     | Жерміналь | 1991 |
| 25  | Велика Британія   | Едвард Морган Форстер          | Говардс Енд | 1991 |
| 26  | Велика Британія   | Джонатан Свіфт                 | Мандри Гуллівера | 1991 |
| 27  | Велика Британія   | Семюел Тейлор Колрідж          | Вірші | 1991 |
| 28  | Велика Британія   | Генрі Філдінг                  | Історія Тома Джонса, найди                                                                                           | 1991 |
| 29  | Велика Британія   | Едвард Морган Форстер          | Поїздка до Індії | 1992 |
| 30  | Велика Британія   | Вірджинія Вульф                | До маяка | 1992 |
| 31  | Велика Британія   | Чарлз Дікенс                   | Девід Коперфілд | 1991 |
| 32  | Велика Британія   | Данієль Дефо                   | Молль Флендерс | 1991 |
| 33  | Велика Британія   | Томас Гарді                    | Тесс із роду д'Ербервіллів                                                                                           | 1991 |
| 34  | Велика Британія   | Вільям Блейк                   | Вірші та пророцтва                                                                                                   | 1991 |
| 35  | Росія             | Федір Достоєвський             | Злочин і кара | 1993 |
| 36  | Велика Британія   | Джейн Остін                    | Емма | 1991 |
| 37  | Франція           | Оноре де Бальзак               | Батько Горіо | 1991 |
| 38  | Франція           | Стендаль                       | Червоне і чорне | 1991 |
| 39  | США               | Генрі Джеймс                   | Жіночий портрет | 1991 |
| 40  | США               | Герман Мелвілл                 | Мобі Дік | 1991 |
| 41  | Росія             | Борис Пастернак                | Доктор Живаго | 1991 |
| 42  | Ірландія          | Оскар Вайлд                    | П'єси, проза та вірші                                                                                                | 1991 |
| 43  | Велика Британія   | Джозеф Конрад                  | Очима Заходу | 1991 |
| 44  | США               | Марк Твен                      | Пригоди Тома Соєра. Пригоди Гекльберрі Фінна                                                                         | 1991 |
| 45  | Росія             | Антон Чехов                    | Степ. Інші повісті                                                                                                   | 1991 |
| 46  | США               | Едіт Вортон                    | Дім радості | 1991 |
| 47  | Німеччина         | Томас Манн                     | Смерть у Венеції. Інші повісті                                                                                       | 1991 |
| 48  | Нова Зеландія     | Кетрін Менсфілд                | Вечірка в саду. Інші оповідання                                                                                      | 1991 |
| 49  | Ірландія          | Джеймс Джойс                   | Дублінці | 1991 |
| 50  | США               | Генрі Джеймс                   | Княжна Казамассіма                                                                                                   | 1991 |
| 51  | Велика Британія   | Джейн Остін                    | Чуття і чуттєвість                                                                                                   | 1992 |
| 52  | Велика Британія   | Джейн Остін                    | Менсфілд-парк | 1992 |
| 53  | Велика Британія   | Джон Кітс                      | Вірші | 1992 |
| 54  | Росія             | Іван Тургенєв                  | Нотатки мисливця | 1992 |
| 55  | Римська імперія   | Марк Аврелій                   | Розмисли. Наодинці з собою                                                                                           | 1992 |
| 56  | Велика Британія   | Чарлз Дікенс                   | Великі сподівання | 1992 |
| 57  | Велика Британія   | Ентоні Троллоп                 | Барчестерські вежі                                                                                                   | 1992 |
| 58  | Росія             | Лев Толстой                    | Анна Кареніна | 1992 |
| 59  | Велика Британія   | Джордж Еліот                   | Адам Бід | 1992 |
| 60  | Греція            | Гомер                          | Іліада | 1992 |
| 61  | Велика Британія   | Томас Мор                      | Утопія | 1992 |
| 62  | Велика Британія   | Мері Шеллі                     | Франкенштайн, або Сучасний Прометей                                                                                  | 1992 |
| 63  | Велика Британія   | Роберт Луїс Стівенсон          | Химерна пригода з доктором Джекілом та містером Гайдом                                                               | 1992 |
| 64  | Індія             |                                | Священні тексти індуїзму                                                                                             | 1992 |
| 65  | Велика Британія   | Джозеф Конрад                  | Лорд Джім | 1992 |
| 66  | Росія             | Михайло Булгаков               | Майстер і Маргарита                                                                                                  | 1992 |
| 67  | США               | Володимир Набоков              | Бліде полум'я | 1992 |
| 68  | Велика Британія   | Шарлотта Бронте                | Вільєтт | 1992 |
| 69  | США               | Вільям Фолкнер                 | Шум і лють | 1992 |
| 70  | Росія             | Федір Достоєвський             | Брати Карамазови | 1992 |
| 71  | Велика Британія   | Ґрем Ґрін                      | Людський фактор | 1992 |
| 72  | Велика Британія   | Джейн Остін                    | Переконання | 1992 |
| 73  | Велика Британія   | Чарлз Дікенс                   | Тяжкі часи | 1992 |
| 74  | Велика Британія   | Джеффрі Чосер                  | Кентерберійські оповіді                                                                                              | 1992 |
| 75  | Австрія           | Франц Кафка                    | Процес | 1992 |
| 76  | Франція           | П'єр Шодерло де Лакло          | Небезпечні зв'язки                                                                                                   | 1992 |
| 77  | Велика Британія   | Девід Герберт Лоуренс          | Закохані жінки | 1992 |
| 78  | Росія             | Михайло Лермонтов              | Герой нашого часу | 1992 |
| 79  | Італія            | Нікколо Макіавеллі             | Державець | 1992 |
| 80  | Німеччина         | Томас Манн                     | Доктор Фаустус | 1992 |
| 81  | Велика Британія   | Джон Стюарт Мілл               | Про свободу. Утілітаризм                                                                                             | 1992 |
| 82  | США               | Генрі Джеймс                   | Бостонці | 1992 |
| 83  | Росія             | Олександр Пушкін               | Капітанська дочка. Інші повісті та оповідання                                                                        | 1992 |
| 84  | Франція           | Жан-Жак Руссо                  | Сповідь | 1992 |
| 85  | Римська імперія   | Вергілій                       | Енеїда | 1992 |
| 86  | Велика Британія   | Мері Волстонкрафт              | На захист прав жінок                                                                                                 | 1992 |
| 87  |                   |                                | Тисяча й одна ніч (том 1)                                                                                            | 1992 |
| 88  | Велика Британія   | Джозеф Конрад                  | Ностромо | 1992 |
| 89  | США               | Вілла Катер                    | Смерть прийшла за архієпископом                                                                                      | 1992 |
| 90  | Франція           | Дені Дідро                     | Черниця | 1992 |
| 91  | Велика Британія   | Вільям Шекспір                 | Сонети та поеми | 1992 |
| 92  | Велика Британія   | Вільям Шекспір                 | Трагедії (том 1) | 1992 |
| 93  | Греція            | Софокл                         | П'єси фіванського циклу                                                                                              | 1994 |
| 94  | Греція            | Гомер                          | Одіссея | 1992 |
| 95  | Велика Британія   | Едвард Ґіббон                  | Історія занепаду та загибелі Римської імперії (томи 1-3)                                                             | 1993 |
| 96  | Росія             | Лев Толстой                    | Війна і мир (у 3-х томах)                                                                                            | 1992 |
| 97  | Велика Британія   | Джон Мілтон                    | Повне зібрання англомовної поезії                                                                                    | 1992 |
| 98  | Греція            | Платон                         | Держава | 1993 |
| 99  | США               | Едгар Аллан По                 | Повне зібрання оповідань                                                                                             | 1993 |
| 100 | Ірландія          | Джеймс Джойс                   | Улісс | 1991 |
| 101 | США               | Джеймс Босвелл                 | Життя Самуеля Джонсона                                                                                               | 1993 |
| 102 | Франція           | Стендаль                       | Пармський монастир                                                                                                   | 1992 |
| 103 | Ірландія          | Вільям Батлер Єйтс             | Вірші | 1992 |
| 104 | Велика Британія   | Ентоні Троллоп                 | Діаманти Юстаса | 1992 |
| 105 |                   |                                | Коран | 1992 |
| 106 | Велика Британія   | Роберт Луїс Стівенсон          | Володар Баллантре. Вір Гермістон                                                                                     | 1992 |
| 107 | Німеччина         | Томас Манн                     | Будденброки | 1994 |
| 108 | Японія            | Мурасакі Сікібу                | Повість про Ґендзі                                                                                                   | 1993 |
| 109 | Велика Британія   | Джейн Остін                    | Нортенґерське абатство                                                                                               | 1992 |
| 110 | Велика Британія   | Чарлз Дікенс                   | Пригоди Олівера Твіста                                                                                               | 1992 |
| 111 | Велика Британія   | Чарлз Дікенс                   | Крихітка Дорріт | 1992 |
| 112 | Велика Британія   | Джордж Еліот                   | Млин на Флоссі | 1992 |
| 113 | Велика Британія   | Генрі Філдінг                  | Джозеф Ендрю. Шамела                                                                                                 | 1992 |
| 114 | Велика Британія   | Форд Медокс Форд               | Кінець параду | 1992 |
| 115 | Велика Британія   | Томас Гарді                    | Джуд Непримітний | 1992 |
| 116 | Велика Британія   | Томас Гарді                    | Повернення на батьківщину                                                                                            | 1992 |
| 117 | США               | Генрі Джеймс                   | Золота ваза | 1992 |
| 118 | Велика Британія   | Семюель Батлер                 | Шлях усякої плоті | 1993 |
| 119 | Франція           | Оноре де Бальзак               | Євгенія Гранде | 1992 |
| 120 | Росія             | Антон Чехов                    | Моє життя. Інші повісті                                                                                              | 1992 |
| 121 | Німеччина         | Карл фон Клаузевіц             | Про війну | 1993 |
| 122 | Велика Британія   | Вілкі Коллінз                  | Місячний камінь | 1992 |
| 123 | Велика Британія   | Джозеф Конрад                  | Таємний агент | 1992 |
| 124 | Росія             | Іван Гончаров                  | Обломов | 1992 |
| 125 | США               | Натанієль Готорн               | Багряна літера | 1992 |
| 126 | Велика Британія   | Джеймс Хогг                    | Сповідь виправданого грішника                                                                                        | 1992 |
| 127 | Австрія           | Франц Кафка                    | Замок | 1992 |
| 128 | Римська імперія   | Аврелій Августин               | Сповідь | 2001 |
| 129 | Італія            | Джорджо Вазарі                 | Життєписи найславетніших живописців, скульпторів та архітекторів (у 2-х томах)                                       | 1996 |
| 130 | Франція           | Вольтер                        | Кандід. Інша проза                                                                                                   | 1992 |
| 131 | Велика Британія   | Мері Монтегю                   | Листи турецького посольства                                                                                          | 1992 |
| 132 | США               | Кейт Шопен                     | Пробудження | 1992 |
| 133 | США               | Володимир Набоков              | Лоліта | 1993 |
| 134 | Велика Британія   | Джордж Орвелл                  | 1984 | 1992 |
| 135 | Нігерія           | Чинуа Ачебе                    | І прийшло знищення                                                                                                   | 1995 |
| 136 | США               | Генрі Девід Торо               | Волден, або Життя в лісах                                                                                            | 1993 |
| 137 | Франція           | Симона де Бовуар               | Друга стать | 1993 |
| 138 | Італія            | Італо Кальвіно                 | Якщо подорожній одної зимової ночі                                                                                   | 1993 |
| 139 | Франція           | Альбер Камю                    | Сторонній | 1993 |
| 140 | Франція           | Гюстав Флобер                  | Пані Боварі | 1998 |
| 141 | Велика Британія   | Джордж Еліот                   | Сайлес Марнер | 1993 |
| 142 |                   |                                | Тисяча й одна ніч (том 2)                                                                                            | 1998 |
| 143 | Велика Британія   | Чарлз Дікенс                   | Повість про двоє міст                                                                                                | 1993 |
| 144 | Велика Британія   | Джозеф Конрад                  | Перемога | 1998 |
| 145 | Австрія           | Франц Кафка                    | Вибрана мала проза                                                                                                   | 1993 |
| 146 | Велика Британія   | Ґрем Ґрін                      | Брайтон Рок | 1993 |
| 147 | Німеччина         | Гюнтер Грасс                   | Бляшаний барабан | 1993 |
| 148 | Велика Британія   | Томас Гарді                    | Мер Кестербріджа | 1993 |
| 149 | США               | Ернест Хемінгуей               | Прощавай, зброє! | 1993 |
| 150 | Велика Британія   | Джордж Орвелл                  | Колгосп тварин | 1993 |
| 151 | Чехія             | Ярослав Гашек                  | Пригоди бравого вояка Швейка                                                                                         | 1993 |
| 152 | США               | Генрі Джеймс                   | Незручний вік | 1993 |
| 153 | Велика Британія   | Ендрю Марвелл                  | Повне зібрання поезії                                                                                                | 1993 |
| 154 | США               | Джон Стейнбек                  | Грона гніву | 1993 |
| 155 | Японія            | Танідзакі Дзюньїтіро           | Дрібний сніг | 1993 |
| 156 | Велика Британія   | Івлін Во                       | Занепад і падіння | 1993 |
| 157 | Велика Британія   | Вірджинія Вульф                | Місіс Делловей | 1993 |
| 158 | КНР               | Лао-цзи                        | Дао де цзін | 1994 |
| 159 | Велика Британія   | Чарлз Дікенс                   | Пригоди Ніколаса Ніклбі                                                                                              | 1993 |
| 160 | Велика Британія   | Чарлз Дікенс                   | Наш спільний друг | 1994 |
| 161 | Велика Британія   | Девід Герберт Лоуренс          | Веселка | 1993 |
| 162 | Франція           | Жан-Жак Руссо                  | Про суспільну угоду, або Принципи політичного права. Міркування                                                      | 1993 |
| 163 | Велика Британія   | Джордж Еліот                   | Деніель Деронда | 2000 |
| 164 | Велика Британія   | Вільям Шекспір                 | Трагедії (том 2) | 1993 |
| 165 | Велика Британія   | Ентоні Троллоп                 | Доктор Торн | 1993 |
| 166 | Аргентина         | Хорхе Луїс Борхес              | Вигадані історії | 1993 |
| 167 | Велика Британія   | Чарлз Дікенс                   | Домбі й син | 1994 |
| 168 | Велика Британія   |                                | Мабіногіон | 2001 |
| 169 | Японія            | Юкіо Місіма                    | Золотий Храм | 1995 |
| 170 | Росія             | Лев Толстой                    | Козаки | 1994 |
| 171 | Велика Британія   | Ентоні Троллоп                 | Фремлейський прихід                                                                                                  | 1993 |
| 172 | Велика Британія   | Івлін Во                       | Повернення до Брайдсхеду                                                                                             | 1993 |
| 173 | Велика Британія   | Івлін Во                       | Меч пошани | 1994 |
| 174 | Велика Британія   | Джозеф Конрад                  | Серце пітьми | 1993 |
| 175 |                   |                                | Старий Завіт | 1996 |
| 176 | США               | Вільям Едуард Беркхардт Дюбойс | Душі чорношкірих | 1993 |
| 177 | Велика Британія   | Вільям Шекспір                 | Хроніки (том 1) | 1994 |
| 178 | Данія             | Серен К'єркегор                | Страх і тремтіння. Книга про Адлера                                                                                  | 1994 |
| 179 | Франція           | Алексіс де Токвіль             | Демократія в Америці                                                                                                 | 1994 |
| 180 | Велика Британія   | Девід Герберт Лоуренс          | Зібрання оповідань                                                                                                   | 1994 |
| 181 | Франція           | Франсуа Рабле                  | Ґарґантюа та Пантаґрюель                                                                                             | 1994 |
| 182 | Росія             | Федір Достоєвський             | Біси | 2000 |
| 183 | Італія            | Данте Аліг'єрі                 | Божественна комедія                                                                                                  | 1995 |
| 184 | КНР               | Конфуцій                       | Лунь юй | 2001 |
| 185 | Велика Британія   | Елізабет Гаскелл               | Мері Бартон | 1994 |
| 186 |                   |                                | |      |
| 187 | США               | Ернест Хемінгуей               | Вибрані оповідання                                                                                                   | 1995 |
| 188 | США               | Володимир Набоков              | Пам'ять, говори | 1999 |
| 189 | США               | Томас Пейн                     | Права людини. Здоровий глузд                                                                                         | 1994 |
| 190 | Велика Британія   | Івлін Во                       | Повне зібрання оповідань                                                                                             | 1998 |
| 191 | Росія             | Іван Тургенєв                  | Перше кохання. Інші повісті                                                                                          | 1994 |
| 192 | Велика Британія   | Едвард Ґіббон                  | Історія занепаду та загибелі Римської імперії (томи 4-6)                                                             | 1994 |
| 193 | Велика Британія   | Вільям Шекспір                 | Хроніки (том 2) | 1994 |
| 194 | Греція            | Платон                         | Бенкет. Федр | 2000 |
| 195 | Велика Британія   | Ентоні Троллоп                 | Чи можна її простити?                                                                                                | 1994 |
| 196 | Німеччина         | Томас Манн                     | Вибрані повісті та оповідання                                                                                        | 2001 |
| 197 | Австрія           | Йозеф Рот                      | Марш Радецького | 1996 |
| 198 | США               | Едіт Вортон                    | Звичай країни | 1994 |
| 199 | Велика Британія   | Редьярд Кіплінг                | Зібрання оповідань                                                                                                   | 1994 |
| 200 | Велика Британія   | Чарлз Дікенс                   | Мартін Чезлвіт | 1995 |
| 201 | США               | Едіт Вортон                    | Риф | 1996 |
| 202 | США               | Едіт Вортон                    | Епоха невинності | 2008 |
| 203 | Велика Британія   | Редьярд Кіплінг                | Кім | 1995 |
| 204 | Велика Британія   | Джордж Герберт                 | Повне зібрання англомовних творів                                                                                    | 1995 |
| 205 | Велика Британія   | Вільям Шекспір                 | Комедії (том 1) | 1995 |
| 206 | США               | Гаррієт Бічер-Стоу             | Хатина дядька Тома                                                                                                   | 1995 |
| 207 | Австралія         | Крістіна Стед                  | Чоловік, який любив дітей                                                                                            | 1995 |
| 208 | Велика Британія   | Ентоні Троллоп                 | Остання хроніка Барсета                                                                                              | 1995 |
| 209 | Велика Британія   | Чарлз Дікенс                   | Крамниця старожитностей                                                                                              | 1995 |
| 210 | Велика Британія   | Вальтер Скотт                  | Роб Рой | 1999 |
| 211 | Велика Британія   | Чарлз Дікенс                   | Посмертні записки Піквікського клубу                                                                                 | 1999 |
| 212 | США               | Сильвія Плат                   | Під скляним ковпаком                                                                                                 | 1998 |
| 213 | Тринідад і Тобаго | Відьядхар Сураджпрасад Найпол  | Будинок для містера Бісваса                                                                                          | 1995 |
| 214 | США               | Джон Апдайк                    | Цикл про Кролика Енгстрема                                                                                           | 1995 |
| 215 | США               | Сол Беллоу                     | Пригоди Огі Марча | 1995 |
| 216 | США               | Тоні Моррісон                  | Пісня Соломона | 1995 |
| 217 | Велика Британія   | Салман Рушді                   | Опівнічні діти | 1995 |
| 218 | Італія            | Прімо Леві                     | Періодична система                                                                                                   | 1996 |
| 219 | Росія             | Олександр Солженіцин           | Один день Івана Денисовича                                                                                           | 1995 |
| 220 | США               | Джозеф Геллер                  | Пастка-22 | 1995 |
| 221 |                   |                                | |      |
| 222 | Італія            | Прімо Леві                     | Чи це людина?. Перемир'я                                                                                             | 2000 |
| 223 | Колумбія          | Габрієль Гарсія Маркес         | Сто років самотності                                                                                                 | 1995 |
| 224 | Велика Британія   | Вільям Ленгленд та інші        | Орач Пірс. Сер Гавейн і Зелений Лицар. Перлина. Сер Орфео                                                            | 2001 |
| 225 | Велика Британія   | Джейн Остін                    | Сандітон. Інші повісті                                                                                               | 1996 |
| 226 | Велика Британія   | Вільям Шекспір                 | Комедії (том 2) | 1996 |
| 227 | США               | Френсіс Скотт Фіцджеральд      | По цей бік раю | 1996 |
| 228 | США               | Вілла Катер                    | Моя Антонія | 1996 |
| 229 | Велика Британія   | Вільям Шекспір                 | Пізні романтичні драми                                                                                               | 1997 |
| 230 | США               | Генрі Джеймс                   | Крила голубки | 1997 |
| 231 | Франція           | Гектор Берліоз                 | Мемуари | 2002 |
| 232 | США               | Герман Мелвілл                 | Повне зібрання короткої прози                                                                                        | 1997 |
| 233 | Велика Британія   | Томас Гарді                    | В краю лісів | 1998 |
| 234 | Греція            | Геродот                        | Історії | 1997 |
| 235 | Колумбія          | Габрієль Гарсія Маркес         | Кохання під час холери                                                                                               | 1997 |
| 236 | Ірландія          | Семюел Бекет                   | Моллой. Мелон вмирає. Безіменний                                                                                     | 1997 |
| 237 | Велика Британія   | Ентоні Троллоп                 | Будиночок в Олінгтоні                                                                                                | 1997 |
| 238 | Велика Британія   | Ентоні Троллоп                 | Фінеас Фінн | 2001 |
| 239 | Франція           | Віктор Гюго                    | Знедолені | 1998 |
| 240 |                   |                                | Новий Заповіт | 1999 |
| 241 | Велика Британія   | Томас Кранмер                  | Книга спільних молитов                                                                                               | 1999 |
| 242 | Велика Британія   | Джордж Орвелл                  | Вибрані есе | 2002 |
| 243 | Росія             | Лев Толстой                    | Вибрані повісті та оповідання (у 2-х томах)                                                                          | 2001 |
| 244 | США               | Генрі Джеймс                   | Вибрані оповідання (у 2-х томах)                                                                                     | 2000 |
| 245 | Велика Британія   | Вільям Вордсворт               | Поезія | 2000 |
| 246 | Німеччина         | Йоганн Вольфганг фон Гете      | Вибране | 2000 |
| 247 | Велика Британія   | Пенелопа Фіцджеральд           | Книгарня. Ворота ангелів. Блакитна квітка                                                                            | 2003 |
| 248 | Єгипет            | Наґіб Махфуз                   | Каїрська трилогія | 2001 |
| 249 | Італія            | Італо Звево                    | Самопізнання Дзено                                                                                                   | 2001 |
| 250 | Франція           | Марсель Пруст                  | У пошуках утраченого часу (у 4-х томах)                                                                              | 2001 |
| 251 | Росія             | Олександр Пушкін               | Вибрані повісті та оповідання                                                                                        | 1999 |
| 252 | Велика Британія   | Івлін Во                       | Жменя праху | 2002 |
| 253 | Велика Британія   | Семюел Джонсон. Джеймс Босвелл | Подорож до західних островів Шотландії                                                                               | 2002 |
| 254 | Росія             | Федір Достоєвський             | Ідіот | 2002 |
| 255 | США               | Реймонд Чандлер                | Глибокий сон. Прощавай, кохана. Високе вікно                                                                         | 2002 |
| 256 | США               | Реймонд Чандлер                | Жінка в озері. Сестричка. Довге прощання. Відтворення                                                                | 2002 |
| 257 | США               | Реймонд Чандлер                | Зібрання повістей та оповідань                                                                                       | 2002 |
| 258 | Велика Британія   | Чарлз Дарвін                   | Походження видів. Подорож «Бігля»                                                                                    | 2003 |
| 259 | Франція           | Мішель де Монтень              | Повне зібрання творів                                                                                                | 2003 |
| 260 | Греція            | Есхіл                          | Орестея | 2004 |
| 261 | США               | Кормак Маккарті                | Прикордонна трилогія                                                                                                 | 1999 |
| 262 | США               | Патриція Гайсміт               | Талановитий містер Ріплі. Ріплі під землею. Гра Ріплі                                                                | 1999 |
| 263 | США               | Дешилл Гемметт                 | Мальтійський сокіл. Тонка людина. Криваві жнива                                                                      | 2000 |
| 264 | США               | Джон Апдайк                    | Повний цикл про Генрі Бека                                                                                           | 2001 |
| 265 | Велика Британія   | Івлін Во                       | Чорна напасть. Сенсація. Незабутня. Випробування Гілберта Пінфолда                                                   | 2003 |
| 266 | Велика Британія   | Івлін Во                       | Зібрання подорожніх творів                                                                                           | 2003 |
| 267 | США               | Джеймс Кейн                    | Листоноша зажди дзвонить двічі. Подвійна страховка. Мілдред Пірс. Вибрані оповідання                                 | 2003 |
| 268 | США               | Тоні Моррісон                  | Кохана | 2006 |
| 269 | Велика Британія   | Пенелопа Фіцджеральд           | Поза берегом. Чоловічі голоси. Початок весни                                                                         | 2003 |
| 270 | Росія             | Федір Достоєвський             | Підліток | 2003 |
| 271 | Росія             | Федір Достоєвський             | Записки з підпілля                                                                                                   | 2004 |
| 272 | США               | Володимир Набоков              | Пнін | 2004 |
| 273 | Велика Британія   | Івлін Во                       | Занепад і падіння. Гидке тіло. Не шкодуйте прапорів                                                                  | 2003 |
| 274 | Велика Британія   | Мюріел Спарк                   | Розквіт місс Джін Броді. Дівчата скромного достатку. Водійське місце. Єдина проблема                                 | 2004 |
| 275 |                   |                                | |      |
| 276 | Велика Британія   | Сомерсет Моем                  | Оповідання | 2004 |
| 277 | Росія             | Антон Чехов                    | Повне зібрання оповідань                                                                                             | 2004 |
| 278 | Франція           | Альбер Камю                    | Чума. Падіння. Вигнання і царство. Вибрані есе                                                                       | 2004 |
| 279 | Велика Британія   | Джон Раскін                    | Praeterita | 2005 |
| 280 | Росія             | Микола Гоголь                  | Мертві душі | 2004 |
| 281 | Чилі              | Ісабель Альєнде                | Будинок духів | 2005 |
| 282 | Колумбія          | Габрієль Гарсія Маркес         | Генерал у своєму лабіринті                                                                                           | 2004 |
| 283 | Велика Британія   | Чарлз Дікенс                   | Таємниця Едвіна Друда                                                                                                | 2004 |
| 284 | США               | Джон Джеймс Одюбон             | Оповідання про птахів                                                                                                | 2006 |
| 285 | США               | Максін Хун Кінгстон            | Жінка-воїн. Китайські чоловіки                                                                                       | 2005 |
| 286 |                   |                                | |      |
| 287 | Німеччина         | Томас Манн                     | Йосип та його брати                                                                                                  | 2005 |
| 288 | Італія            | Джорджо Бассані                | Сад Фінці-Контіні | 2005 |
| 289 | Німеччина         | Томас Манн                     | Зачарована гора | 2005 |
| 290 | Італія            | Джакомо Казанова               | Історія мого життя                                                                                                   | 2007 |
| 291 | Велика Британія   | Джон Івлін                     | Щоденник | 2006 |
| 292 | Велика Британія   | Шарлотта Бронте                | Шерлі. Вчитель | 2008 |
| 293 | Індія             | Р. К. Нараян                   | Свамі та його друзі. Бакалавр мистецтв. Темна кімната. Викладач англійської мови                                     | 2006 |
| 294 | Індія             | Р. К. Нараян                   | Містер Сампатх — друкар Малгуді. Фінансовий експерт. В очікуванні Махатми                                            | 2006 |
| 295 | Росія             | Федір Достоєвський             | Двійник. Гравець | 2005 |
| 296 | Велика Британія   | Чарлз Дікенс                   | Барнебі Радж | 2005 |
| 297 | Велика Британія   | Пол Скотт                      | Британська Індія (том 1)                                                                                             | 2007 |
| 298 | Велика Британія   | Пол Скотт                      | Британська Індія (том 2)                                                                                             | 2007 |
| 299 | Італія            | Умберто Еко                    | Ім'я рози | 2006 |
| 300 | Велика Британія   | Роальд Дал                     | Вибрані оповідання                                                                                                   | 2006 |
| 301 | Канада            | Маргарет Етвуд                 | Оповідь служниці | 2006 |
| 302 | Канада            | Еліс Манро                     | Вибрані оповідання                                                                                                   | 2006 |
| 303 |                   |                                | |      |
| 304 | США               | Джоан Дідіон                   | Ми розповідаємо собі історії заради життя                                                                            | 2006 |
| 305 | Єгипет            | Наґіб Махфуз                   | Мудрість Хуфу. Радопіс Нубійська. Фіви у війні                                                                       | 2007 |
| 306 | Велика Британія   | Пелем Ґренвіль Вудгауз         | Вибране | 2007 |
| 307 | США               | Дешилл Гемметт                 | Прокляття Дейна. Скляний ключ. Вибрані повісті                                                                       | 2007 |
| 308 | Франція           | Ірен Немировські               | Давід Гольдер. Бал. Осінні мухи (фр. Les mouches d'automne). Справа Курилова (фр. L'Affaire Courilof)                | 2008 |
| 309 | Ірландія          | Фленн О'Браєн                  | Повне зібрання романів                                                                                               | 2008 |
| 310 | Ліван             | Халіль Джебран                 | Зібрання творів | 2007 |
| 311 | Римська імперія   | Тацит                          | Аннали. Історія | 2009 |
| 312 | США               | Едіт Вортон                    | Ітен Фроум. Літо. Сестри Баннер                                                                                      | 2008 |
| 313 | Італія            | Марко Поло                     | Книга чудес світу | 2008 |
| 314 | Франція           | Жан Антельм Брілья-Саварен     | Фізіологія смаку | 2009 |
| 315 | Росія             | Микола Гоголь                  | Зібрання казок | 2008 |
| 316 | Велика Британія   | Доріс Лессінг                  | Проза | 2008 |
| 317 | США               | Річард Єйтс                    | Революційний шлях. Великодній парад. Одинадцять різновидів самотності                                                | 2009 |
| 318 | США               | Майкл Герр                     | Депеші | 2009 |
| 319 | США               | Річард Форд                    | Цикл про Френка Баскомба                                                                                             | 2009 |
| 320 | Франція           | Александр Дюма (батько)        | Граф Монте-Крісто | 2009 |
| 321 | Ірландія          | Френк О'Коннор                 | Вибрані твори | 2009 |
| 322 | Італія            | Джованні Боккаччо              | Декамерон | 2009 |
| 323 | Велика Британія   | Чарлз Дікенс                   | Різдвяна пісня | 2009 |
| 324 | Велика Британія   | Сомерсет Моем                  | Вибрані подорожні твори                                                                                              | 2004 |
| 325 | Велика Британія   | Джордж Макдональд Фрейзер      | Цикл про Гаррі Флешмана                                                                                              | 2010 |
| 326 | США               | Рей Бредбері                   | Повісті | 2010 |
| 327 | Нігерія           | Чинуа Ачебе                    | І прийшло знищення. Спокою більше немає. Стріла бога                                                                 | 2010 |
| 328 | Італія            | Бенвенуто Челліні              | Життя Бенвенуто Челліні                                                                                              | 2010 |
| 329 | Велика Британія   | Герберт Веллс                  | Машина часу. Невидимець. Війна світів                                                                                | 2010 |
| 330 | Ірландія          | Брем Стокер                    | Дракула | 2010 |
| 331 | Туреччина         | Орхан Памук                    | Мене називають Червоний                                                                                              | 2010 |
| 332 | США               | Айзек Азімов                   | Фундація | 2010 |
| 333 | Німеччина         | Анна Франк                     | Щоденник Анни Франк                                                                                                  | 2010 |
| 334 | Тринідад і Тобаго | Відьядхар Сураджпрасад Найпол  | Збірка короткої прози                                                                                                | 2011 |
| 335 | Велика Британія   | Джордж Орвелл                  | Бірманські будні. Нехай квітне аспідистра. Переводячи подих                                                          | 2011 |
| 336 | Франція           | Александр Дюма (батько)        | Три мушкетери | 2011 |
| 337 | Велика Британія   | Гілберт Кіт Честертон          | Вибрані твори | 2011 |
| 338 | Туреччина         | Орхан Памук                    | Сніг | 2011 |
| 339 | Канада            | Майкл Ондатже                  | Англійський пацієнт                                                                                                  | 2011 |
| 340 | Велика Британія   | Едвард Морган Форстер          | Кімната з видом. Куди бояться ступити ангели                                                                         | 2011 |
| 341 | США               | Вілла Катер                    | О, піонери! | 2011 |
| 342 | Велика Британія   | Філіп Пуллман                  | Темні матерії | 2011 |
| 343 | Велика Британія   | Анна Бронте                    | Аґнес Ґрей. Незнайомка з Вілдфел-Голу                                                                                | 2012 |
| 344 | Ірландія          | Джеймс Гордон Фаррел           | Облога Крішнапуру. Неприємності                                                                                      | 2012 |
| 345 | Франція           | Віктор Гюго                    | Собор Паризької Богоматері                                                                                           | 2012 |
| 346 | США               | Марк Твен                      | Повне зібрання оповідань                                                                                             | 2012 |
| 347 | Австралія         | Патрік Вайт                    | Фосс | 2012 |
| 348 | Велика Британія   | Джуліан Барнс                  | Папуга Флобера. Історія світу в 10 ½ розділах                                                                        | 2012 |
| 349 | Велика Британія   | Ішіґуро Кадзуо                 | Залишок дня | 2012 |
| 350 | Велика Британія   | Горас Волпол                   | Вибрані листи | 2017 |
| 351 | Велика Британія   | Жуль Верн                      | Подорож до центру Землі. Таємничий острів. Навколо світу за вісімдесят днів                                          | 2013 |
| 352 | США               | Генрі Джеймс                   | Вашингтонська площа                                                                                                  | 2013 |
| 353 | Угорщина          | Банфі Міклош                   | Вас розглядають (угор. Megszámláltattál)                                                                             | 2013 |
| 354 | Угорщина          | Банфі Міклош                   | І вас знаходять недостойним (угор. És hijjával találtattál). Вас розривають на шматки (угор. Darabokra szaggattatol) | 2013 |
| 355 | Велика Британія   | Антонія Баєтт                  | Володіння | 2013 |
| 356 | Велика Британія   | Грем Свіфт                     | Водний простір | 2013 |
| 357 | Італія            | Алессандро Мандзоні            | Заручені | 2013 |
| 358 | Римська імперія   | Овідій                         | Метаморфози | 2013 |
| 359 | Велика Британія   | Олдос Гакслі                   | Прекрасний новий світ                                                                                                | 2013 |
| 360 | Велика Британія   | Ієн Мак'юен                    | Спокута | 2014 |
| 361 |                   |                                | Тисяча й одна ніч | 2014 |
| 362 | Велика Британія   | Мартін Еміс                    | Лондон Філдз | 2014 |
| 363 | Велика Британія   | Артур Конан Дойл               | Собака Баскервілів. Етюд у багряних тонах. Знак чотирьох                                                             | 2014 |
| 364 | Аргентина         | Хуліо Кортасар                 | Гра в класики. Blow-Up. Ми так любимо Гленду                                                                         | 2014 |
| 365 | Велика Британія   | Едмунд Берк                    | Роздуми про Французьку революцію                                                                                     | 2015 |
| 366 | США               | Бенджамін Франклін             | Автобіографія. Інші твори                                                                                            | 2015 |
| 367 | Ірландія          | Джон Бенвілл                   | Книга доказів. Море                                                                                                  | 2015 |
| 368 |                   |                                | |      |
| 369 | Велика Британія   | Сомерсет Моем                  | Тягар пристрастей людських                                                                                           | 2015 |
| 370 | Ірландія          | Айріс Мердок                   | Море, море. Відтята голова                                                                                           | 2016 |
| 371 | США               | Джеймс Болдвін                 | Піди розкажи це на горі                                                                                              | 2016 |
| 372 | США               | Джеймс Болдвін                 | Кімната Джованні | 2016 |
| 373 | Канада            | Мейвіс Галлант                 | Вибране | 2016 |
| 374 | США               | Генрі Джеймс                   | Посли | 2016 |
| 375 | США               | Марк Твен                      | Зібрання творів нон-фікшн (том 1)                                                                                    | 2016 |
| 376 | США               | Марк Твен                      | Зібрання творів нон-фікшн (том 2)                                                                                    | 2016 |
| 377 | США               | Джон М'юр                      | Вибране | 2017 |
| 378 | Велика Британія   | Ентоні Троллоп                 | Діти герцога | 2017 |
| 379 | Велика Британія   | Семюел Піпс                    | Щоденник | 2018 |
| 380 | Франція           | Маргеріт Дюрас                 | Коханець. Військові нотатки (фр. Cahiers de la guerre)                                                               | 2017 |
| 381 | Велика Британія   | Дафна дю Мор'є                 | Ребекка | 2017 |
| 382 | США               | Джейн Смайлі                   | Тисяча акрів | 2018 |
| 383 | Велика Британія   | Енджела Картер                 | Кривава кімната. Розумні діти. Феєрверк                                                                              | 2018 |
| 384 | Велика Британія   | Роберт Ґрейвс                  | До побачення з усім цим                                                                                              | 2018 |
| 385 | КНР               | Сунь-цзи                       | Мистецтво війни | 2018 |
| 386 | Німеччина         | Еріх Марія Ремарк              | На Західному фронті без змін                                                                                         | 2018 |
| 387 | Німеччина         | Александер фон Гумбольдт       | Вибране | 2018 |
| 388 | Велика Британія   | Джеймс Елрой                   | Лос-Анджелес | 2019 |
| 389 | Велика Британія   | Джеймс Елрой                   | Потайний світ США (трилогія) (том 1)                                                                                 | 2019 |
| 390 | Данія             | Генрік Понтоппідан             | Щасливчик Пер | 2019 |
| 391 | Тринідад і Тобаго | Відьядхар Сураджпрасад Найпол  | Вигин річки | 2019 |
| 392 | Ірландія          | Елізабет Боуен                 | Вибране | 2019 |
| 393 | США               | Лоррі Мур                      | Вибране | 2020 |
| 394 |                   |                                | |      |
| 395 | Велика Британія   | Джеймс Елрой                   | Потайний світ США (трилогія) (том 2)                                                                                 | 2019 |
| 396 | Австралія         | Пітер Кері                     | Оскар і Лусінда. Правдива історія банди Келлі                                                                        | 2019 |
| 397 | Ісландія          | Галдор Лакснесс                | Незалежні люди | 2020 |
| 398 | Росія             | Федір Достоєвський             | Записки з Мертвого будинку                                                                                           | 2021 |
| 399 |                   | Бабур                          | Бабур-наме | 2020 |
| 400 | Франція           | Гі де Мопассан                 | Вибране | 2021 |
| 401 | Нігерія           | Бен Окрі                       | Голодна дорога | 2021 |
| 402 | Хорватія          | Іво Андрич                     | Міст на Дрині | 2021 |
| 403 | Росія             | Василь Гроссман                | Життя і доля | 2022 |
| 404 | Велика Британія   | Ненсі Мітфорд                  | Гонитва за коханням. Кохання за холодного клімату                                                                    | 2022 |
| 405 | США               | Ернест Хемінгуей               | І сонце сходить | 2022 |
| 406 | США               | Джеймс Велдон Джонсон          | Автобіографія в минулому чорношкірого чоловіка                                                                       | 2022 |
| 407 | Австрія           | Йозеф Рот                      | Повстання | 2022 |
| 408 | Німеччина         | Фред Ульман                    | Возз'єднання | 2022 |
| 409 | Велика Британія   | Мері Рено                      | Цар має померти. Бик з моря                                                                                          | 2022 |
| 410 | Велика Британія   | Ішіґуро Кадзуо                 | Не відпускай мене | 2023 |
| 411 | США               | Нелла Ларсен                   | Повне зібрання творів: «Перехід», «Сипучі піски» та оповідання                                                       | 2023 |
| 412 | Росія             | Надія Мандельштам              | Надія проти надії | 2023 |
| 413 | Велика Британія   | Олівер Сакс                    | Чоловік, який сплутав дружину з капелюхом, та інші історії з лікарської практики                                     | 2023 |
| 414 |                   |                                | |      |
| 415 | Індія             | Рабіндранат Тагор              | Найкращі твори | 2023 |
| 416 | США               | Колсон Вайтгед                 | Інтуїтивіст | 2023 |

### Інші
| Том | Країна  | Автор                | Твори               | Рік  |
| --- | ------- | -------------------- | ------------------- | ---- |
| ??? | Іспанія | Беніто Перес Гальдос | Фортуната і Хасінта | 2018 |

### Анонсовані
| Том | Країна          | Автор            | Твори                                                                                   | Дата виходу |
| --- | --------------- | ---------------- | --------------------------------------------------------------------------------------- | ----------- |
| 414 | Велика Британія | Вірджинія Вульф  | Орландо                                                                                 | 02.01.2024  |
| ??? | Росія           | Михайло Булгаков | Біла гвардія                                                                            | 06.02.2024  |
| ??? | США             | Честер Гаймс     | Лють у Гарлемі. Справжні круті вбивці. Божевільне вбивство. Коттон приїжджає до Гарлему | 06.02.2024  |